# Naufragio del MV Seohae
El transbordador surcoreano MV Seohae (coreano: 서해 페리호 ; hanja:西海페리號) se hundió el 10 de octubre de 1993 en el mar Amarillo cerca de Wido, condado de Buan, provincia de Jeolla del Norte. 292 de los 362 pasajeros y tripulantes a bordo murieron. 70 personas fueron rescatadas.
En ese momento, este accidente fue el mayor desastre de ferry en Corea del Sur desde el 15 de diciembre de 1970, cuando 323 personas a bordo murieron en el naufragio del Namyoung-Ho (남영호).

## Buque
El Seohae era un ferry de 110 toneladas brutas, con una capacidad máxima de 221 pasajeros.

## Accidente
En el momento del incidente, el Seohae transportaba a 362 personas (355 pasajeros y 7 tripulantes), un exceso de 141, y las condiciones meteorológicas eran duras con vientos de 10 a 14 metros por segundo (22 a 31 mph) y altura de las olas de 2 a 3 metros (6,6 a 9,8 pies).
La sobrecarga fue un factor en el hundimiento. Otro fue una cuerda de 1 cm (0,4 pulgadas) de espesor que se encontró enrollada alrededor de ambos ejes de la hélice. La cuerda, dejada atrás por las operaciones de pesca, pudo haber hecho que el ferry se inclinara hacia su lado de estribor.

## Consecuencias
Se emplearon buzos para ayudar a recuperar los cuerpos de las víctimas fallecidas después del hundimiento del barco.

## Otros naufragios similares de buques surcoreanos
- Naufragio del Namyoung-Ho: 15 de diciembre de 1970, 326 muertos.
- Naufragio del Sewol: 16 de abril de 2014, 305 muertos.